# Derek Muir
Derek C. G. Muir (* 13. Oktober 1949) ist ein kanadischer Umweltwissenschaftler. Er ist Senior Research Scientist bei dem Water Sciences and Technology Directorate von Environment and Climate Change Canada in Burlington und außerordentlicher Professor an der School of Environmental Sciences der University of Guelph. und im Fachbereich Chemie der University of Toronto Muir leitet eine Umweltchemiegruppe, die die Quellen, das Schicksal und die Bioakkumulation persistenter organischer Schadstoffe, polycyclische aromatische Kohlenwasserstoffe, Quecksilber und Schwermetalle in der aquatischen und terrestrischen Umwelt untersucht.
Er hat das Arctic Monitoring and Assessment Program, POPs Expert Committee, seit Mitte der 1990er-Jahre mitgeleitet und mehrere AMAP- und kanadische Bewertungen von POPs in der Arktis koordiniert. Seine Forschung wird von Regierungsprogrammen Kanadas und dem Natural Sciences and Engineering Research Council finanziert. Muir erhielt 2000 den SETAC Founder’s Award für seine Arbeit zu persistenten organischen Schadstoffen.
Muir leitet eine Gruppe von Wissenschaftlern, die an dem Langstreckentransport, dem Schicksal und den Auswirkungen persistenter organischer Schadstoffe am National Water Research Institute von Environment Canada arbeiten. Seine Arbeit trägt maßgeblich zum besseren Verständnis der Auswirkungen persistenter Chemikalien auf die Meeresumwelt bei. Er ist auch Mitglied des Editorial Boards von Chemosphere. Muir hat einen Ph.D. in Agrarchemie von der McGill University und ist seit 1994 Mitglied des Editorial Boards des Journal of Great Lakes Research. Im Jahr 2024 wurde Muir zum Officer des Order of Canada ernannt.
Muir hat einen h-Index von 138.